# Florentina Nedelcu
Florentina Nedelcu (ur. 26 marca 1976 w Rumunii) – rumuńska siatkarka, grająca jako przyjmująca. Obecnie występuje w drużynie Pays d'Aix Venelles.

## Kluby
| Klub                                  | Kraj    | Od        | Do        |
| Unic LPS Piatra-Neamt                 | Rumunia | 2001–2002 | 2005–2006 |
| Terville Florange Olympique Club      | Francja | 2006–2007 | 2007–2008 |
| Entente Sportive Le Cannet-Rocheville | Francja | 2008–2009 | 2009–2010 |
| Pays d'Aix Venelles                   | Francja | 2010–2011 | ....      |